# South West African Legislative Assembly
Die South West African Legislative Assembly (SWALA) war zwischen 1926 und 1979 die Volksvertretung der Weißen im Mandats- bzw. Treuhandgebiet Südwestafrika. Anschließend war ab 1979 der National Assembly of South West Africa die Vertretung aller Einwohner des Gebietes.

## Vorgeschichte
In der deutschen Kolonie Deutsch-Südwestafrika bestand mit dem Landesrat lediglich eine beratende Volksvertretung. Deutsch-Südwestafrika war 1919 gemäß den Bestimmungen des Friedensvertrags von Versailles als Völkerbundsmandat Südwestafrika der Verwaltung Südafrikas übertragen worden.
Im Zuge der sich anschließenden „Südafrikanisierung“ von Südwestafrika wurde etwa die Hälfte der dort noch lebenden 15.000 Deutschen ausgewiesen und deren Farmen Südafrikanern übergeben. Die als „Entgermanisierung“ bezeichnete Politik Südafrikas änderte sich erst durch das Londoner Abkommen vom 23. Oktober 1923, nach welchem den im Lande verbliebenen Deutschen die britische Staatsbürgerschaft angetragen und die Zuwanderung aus Deutschland sowie der Ausbau der deutschen Sprache nachdrücklich gefördert wurden. 258 Deutsche lehnten die britische Staatsangehörigkeit ab, 2873 Deutschnamibier machten von der Möglichkeit des Staatsbürgerschaftswechsels Gebrauch.

## Gründung der South West African Legislative Assembly
Im Jahr 1925 wurde der South West Africa Constitution Act, No. 42 of 1925 vom Parlament der Südafrikanischen Union verabschiedet. Dieses Gesetz war die rechtliche Grundlage für eine gesetzgebende Versammlung (Legislative Assembly) und das Kabinett (Executive Committee) in Südwestafrika. Die Versammlung bestand aus 18 Mitgliedern. Zwölf davon wurden in Ein-Personen-Wahlkreisen gewählt und sechs durch den südafrikanischen Administrator ernannt. Wahlberechtigt waren ausschließlich weiße Staatsangehörige. Die große schwarze Mehrheitsbevölkerung war von den Wahlen ausgeschlossen.
Die Kompetenzen des Parlamentes waren eingeschränkt. Die wichtigsten Aufgaben fielen in den Bereich der Unionsregierung (Pretoria). Dazu zählten die Landesverteidigung, das Eisenbahn-, Hafen-, Post- und Telegrafenwesen, die Gerichtsangelegenheiten, Einwanderungsfragen, Zölle und Verbrauchsteuern, Banken und Währung sowie die Native affairs (deutsch: Eingeborenenangelegenheiten). Die Aufgaben im Bereich der Polizeiangelegenheiten, privatem Luftverkehr, Schulangelegenheiten, Land- und Landwirtschaftsbank sowie Landesverteidigung lagen zunächst bei der Union. Drei Jahre nach Einrichtung der Legislative Assembly konnte diese mit 2/3-Mehrheit um eine Übertragung dieser Kompetenzen nachsuchen. In den Fragen, die nicht in der Kompetenz der Union lagen, konnte die Legislative Assembly ordinances, also Verordnungen erlassen. 
Das Königsrecht eines jeden Parlamentes war nur ansatzweise gegeben. Lehnte die Legislative Assembly den Haushaltsentwurf des Administrators ab, konnte dieser ihn als Proklamation dennoch in Kraft setzen.
Die Regierung, das Executive Committee bestand aus dem Administrator und vier Mitgliedern, die die Legislative Assembly aus ihrer Mitte wählten. 
Das Advisory Council hatte beratende Funktion in den Fragen, in denen die Gesetzgebungskompetenzen bei der Union lagen. Es setzte sich aus dem Executive Committee und drei weiteren vom Administrator ernannten Mitgliedern zusammen. Darunter war ein Beamter der Eingeborenenverwaltung, der die Wünsche der einheimischen Bevölkerung berücksichtigen sollte.

## Die weitere Entwicklung der Legislative Assembly
Im Ergebnis der Wahlen von 1926 zur South West African Legislative Assembly erlangte die deutschstämmige Bevölkerung, die im Deutschen Bund organisiert war, eine knappe Mehrheit. In den Folgejahren bestimmte der Konflikt zwischen den Deutschen und den Unionsanhängern die Politik des Mandatsgebietes. Als Folge der Weltwirtschaftskrise und einer langen Dürre zwang die miserable wirtschaftliche Lage Deutsche und Unionsanhänger 1932 kurzfristig zu einer Annäherung. Am 27. April 1932 nahm die Legislative Assembly einstimmig eine Vorlage an, die die nach § 27 der Verfassung mögliche Übertragung weiterer Kompetenzen von der Union auf die Legislative Assembly umfasste.
1949 kam es zu einer weiteren Änderung der Verfassung. Mit dem South West Africa Affairs Amendment Act wurde der Status des Mandatsgebietes so weit dem der südafrikanischen Bundesstaaten angepasst, wie dies aufgrund des Mandates gerade noch zu vertreten war. Dies bedeutete eine deutliche Ausweitung der Selbstverwaltung und Demokratisierung. Die ernannten Abgeordneten entfielen. Ab den Wahlen zur South West African Legislative Assembly 1950 wurden alle 18 Abgeordneten gewählt. Südwestafrika erhielt Finanzhoheit. Die Legislative Assembly konnte daher auch Steuergesetze erlassen. Die Kompetenzen in den Bereichen Schulwesen, Bergbau, Land Bank und Siedlungswesen erhielt die Legislative Assembly neu. Das Advisory Council wurde abgeschafft, das Recht des Administrators Proklamationen zu erlassen wurde auf das Unionsparlament (in das Südwestafrika sechs Abgeordnete und zwei Senatoren entsandte) übertragen.

## Das Ende der Legislative Assembly
Die Wirksamkeit des bisherigen Verfassungsgesetzes von 1925 endete 1968. An dessen Stelle trat der South West Africa Constitution Act 39 of 1968. Das Mandatsgebiet wurde endgültig de facto Teil von Südafrika. Die UNO hatte 1966 der Republik Südafrika das Mandat über Südwestafrika entzogen und stellte es zwei Jahre später unter dem Namen Namibia de jure unter eigene Verwaltung. Eine Wirksamkeit konnte dieser Beschluss nicht erreichen. Die Wahlen zur South West African Legislative Assembly 1966 waren daher die letzte Wahl zur Legislative Assembly, bevor sie 1968 ihre Arbeit einstellte.